# Idalus citrina
Idalus citrina là một loài bướm đêm thuộc phân họ Arctiinae, họ Erebidae.